# Metopia benoiti
Metopia benoiti är en tvåvingeart som beskrevs av Zumpt 1961. Metopia benoiti ingår i släktet Metopia och familjen köttflugor. Inga underarter finns listade i Catalogue of Life.